# (9315) Weigel
(9315) Weigel es un asteroide perteneciente al cinturón de asteroides descubierto por Freimut Börngen desde el Observatorio Karl Schwarzschild, en Tautenburg, Alemania, el 13 de agosto de 1988.

## Designación y nombre
Weigel fue designado al principio como 1988 PP2.
Más adelante, en 1999, se nombró en honor del astrónomo y matemático alemán Erhard Weigel (1625-1699).

## Características orbitales
Weigel está situado a una distancia media del Sol de 2,382 ua, pudiendo acercarse hasta 1,976 ua y alejarse hasta 2,788 ua. Su excentricidad es 0,1703 y la inclinación orbital 2,468 grados. Emplea 1343 días en completar una órbita alrededor del Sol. El movimiento de Weigel sobre el fondo estelar es de 0,2681 grados por día.

## Características físicas
La magnitud absoluta de Weigel es 14,5.